# Xenopsylla tarimensis
Xenopsylla tarimensis är en loppart som beskrevs av Yu Xin et Wang Dwenching 1979. Xenopsylla tarimensis ingår i släktet Xenopsylla och familjen husloppor. Inga underarter finns listade i Catalogue of Life.